# (33499) Stanton
(33499) Stanton est un astéroïde de la ceinture principale.

## Description
(33499) Stanton est un astéroïde de la ceinture principale. Il fut découvert le 15 avril 1999 à Socorro (Nouveau-Mexique) par le projet LINEAR. Il présente une orbite caractérisée par un demi-grand axe de 2,24 UA, une excentricité de 0,11 et une inclinaison de 3,6° par rapport à l'écliptique.